# Ga Singal
Ga Singal là ga tàu điện ngầm của Tuyến Suin-Bundang. Nó được mở cửa vào tháng 12 năm 2011, là một phần mở rộng cuối phía Nam của tuyến Bundang. Nhà ga hiện đang bị bỏ hoang, trước đây Tuyến Suryeo (1930–72) cũng được gọi bằng tên này.

## Bố trí ga
| ↑ Guseong |
| \| １     |
| Giheung ↓ |

| １ | ●Tuyến Suin–Bundang |   | Hướng đi Incheon →     |
| ２ | ●Tuyến Suin–Bundang | ← | Hướng đi Cheongnyangni |